# Република Македонија на Зимским олимпијским играма 2006.
Република Македонија на Зимским олимпијским играма учествује трећи пут. На Олимпијским играма 2006. у Торину, у Италији учествовала је са 3 учесника (2 мушкараца и 1 жена), који су се такмичили у два спорта.
Македонски олимпијски тим је остао у групи екипа које нису освојиле ниједну медаљу.
Заставу Републике Македоније на свечаном отварању и затварању Зимских олимпијских игара 2006. носио је алпски скијаш Ђорђи Марковски.
Најмлађи учесник у екипи Македоније био је алпска скијашица Ивана Ивчевска са 17 година и 130 дана, а најстарији скијашки тркач Дарко Дамјановски са 24 година и 218 дана.
Најуспешнији такмичар била је Ивана Ивчевска која је дисциплини велеслалом заузела 40. место.

## Учесници по спортовима
| Спорт           | Мушкарци | Жене | Укупно |
| --------------- | -------- | ---- | ------ |
| Алпско скијање  | 1        | 1    | 2      |
| Скијашко трчање | 1        | 0    | 1      |
| Укупно(2)       | 2        | 1    | 3      |

## Алпско скијање

### Мушкарци
| Тачмичар        | Дисциплина | Резултати    | Резултати    | Резултати    | Резултати    | Резултати |
| Тачмичар        | Дисциплина | 1. трка      | 2. трка      | Укупно       | Пласман      |           |
| --------------- | ---------- | ------------ | ------------ | ------------ | ------------ | --------- |
| Ђорђи Матковски | Слалом     | Није завршио | Није завршио | Није завршио | Није завршио |           |
| Ђорђи Матковски | Велеслалом | Није завршио | Није завршио | Није завршио | Није завршио |           |

### Жене
| Тачмичар       | Дисциплина | Резултати    | Резултати    | Резултати          | Резултати    | Резултати |
| Тачмичар       | Дисциплина | 1. трка      | 2. трка      | Укупно (заостатак) | Пласман      |           |
| -------------- | ---------- | ------------ | ------------ | ------------------ | ------------ | --------- |
| Ивана Ивчевска | Слалом     | 52,40 (51)   | 57,73 (48)   | 1:50,13 (21,02)    | 48 / 51 (64) |           |
| Ивана Ивчевска | Велеслалом | 1:13,89 (50) | 1:23,47 (39) | 2:37,36 (28,17)    | 40 / 43 (62) |           |

## Скијашко трчање

### Мушкарци
| Име               | Дисциплина     | Резултат | Резултат  | Резултат            |
| Име               | Дисциплина     | Време    | Заостатак | Пласман/ учес.(ук.) |
| ----------------- | -------------- | -------- | --------- | ------------------- |
| Дарко Дамјановски | 15 км слободно | 48:33,7  | 10:32,4   | 84 /96 (99)         |